# Patrick Morvan
Pour les articles homonymes, voir Morvan (homonymie).
Patrick Morvan, né le 24 juin 1944 à Riec-sur-Belon, est un navigateur et skipper français. Il participe quatre fois à la Route du Rhum.

## Biographie
Maître-voilier de formation et marin pêcheur à Concarneau, Patrick Morvan naît à Riec-sur-Belon et se passionne pour la course à la voile à la fin des années 1970 en participant à la Solitaire du Figaro qu’il termine à la deuxième place en 1977. En 1984, avec les équipiers Serge Madec, Jean Le Cam et Marc Guillemot, il gagne le record en équipage de la traversée de l’Atlantique sur le multicoque Jet Services II (18 mètres) en 8 jours, 16 heures et 36 minutes (14,29 nœuds de moyenne). 
Il stoppe soudainement une série de succès sur Jet Services à la suite de la disparition en mer de Jean Castenet, un de ses équipiers sur le maxi-catamaran Jet Services IV en hiver 1985, pour devenir ostréiculteur sur le Belon.
En 2014, alors âgé de 69 ans, il s’aligne au départ de la dixième édition de la Route du Rhum, mais devra abandonner à la suite d’une fissure sur le bras de liaison de son trimaran, Ortis,.

## Palmarès
- 2014 : Route du Rhum, abandon
- 2008 : En Class40, vainqueur de Les Sables-Madère avec Yvan Noblet sur Appart’City
- 2008 : Quatrième de la Transat Jacques Vabre avec Yvan Noblet sur Appart’City
- 2002 : Route du Rhum, abandon
- 1990 : second de la Route du Rhum en catégorie monocoque sur Dix de Lyon (ex  Kriter VIII)
- 1989 : vainqueur du Tour des Iles britanniques en catégorie monocoque avec Loïc Pochet sur Dix de Lyon
- 1985 : troisième de la Monaco-New York
- 1984 : record de la traversée de l’Atlantique sur le multicoque Jet Services II en 8 jours, 16 heures et 36 minutes
- 1983 : vainqueur de La Baule-Dakar (classe 2) ;
- 1983 : vainqueur de Lorient-Les Bermudes-Lorient (classe 2)
- 1982 : Route du Rhum sur Groupe France Epargne , abandon
- 1980 : deuxième de la Solitaire du Figaro (appelée à l’époque Course de l'Aurore) sur Transport Jet (Rush proto)
- 1978 : troisième de la Solitaire du Figaro
- 1977 : deuxième de la Solitaire du Figaro